# サム・デービス
サム・デービス（Sam Davies、1993年10月6日 - ）は、プロD2、FCグルノーブルに所属するラグビー選手。

## プロフィール
- ウェールズ・スウォンジー出身。
- ポジションはスタンドオフ(SO)。
- 身長 180cm、体重 87kg
- U20ウェールズ代表に選ばれたことがある[1]。
- ウェールズ代表キャップは8（2025年1月現在）。

## 略歴
スウォンジー、アベラ－ヴォン、オスプリーズを経て、2019年、ドラゴンズに加入。
2023年、FCグルノーブルに加入。
なお2016年11月に行われた日本代表戦では自身のサヨナラドロップゴールでウェールズの勝利に貢献。